# Dom Marynarza Szwedzkiego w Gdyni
Dom Marynarza Szwedzkiego – zabytkowy budynek w Gdyni projektu architekta Stanisława Płoskiego. Mieści się w Śródmieściu przy ul. Jana z Kolna 25.
Został oddany do użytku w 1936. Od 1987 widnieje w rejestrze zabytków. W budynku przez lata mieścił się konsulat Szwecji.
Obok znajduje się Dom Rybaka (dawniej Dom Marynarza Polskiego), który został zbudowany parę lat wcześniej (oddany do użytku w 1932).